# 新民大酒店
新民大酒店是位於中華人民共和國上海市靜安區上海內環線滬太路出口處的三星級酒店，該酒店由新民晚報社投資，新锦江股份有限公司負責管理，於1996年開業。酒店高26層，內設多種類型的房間。